# Koofteh Tabrizi

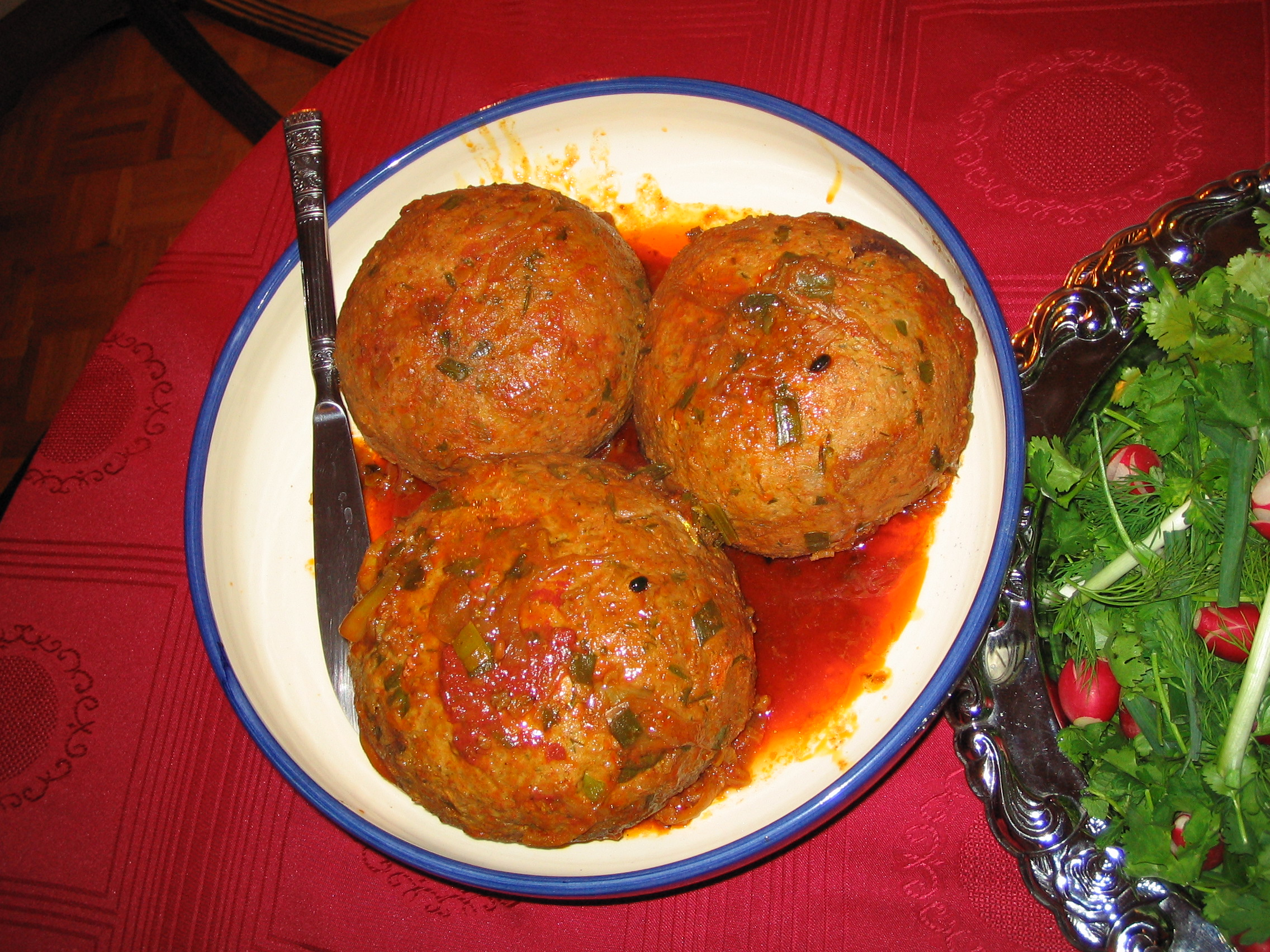

Koofteh Tabrizi (persisch کوفته تبریزی, Tabrizi-Klöße) sind persisch-aserbaidschanische Fleischklöße aus der Stadt Täbris, die mit unterschiedlichen Zutaten gefüllt sind. Das Besondere an ihnen ist ihre Größe, da sie nicht selten einen Durchmesser von über 20 cm erreichen. Die Hackfleisch-Klöße werden mit Nüssen, Trockenfrüchten, gekochten Eiern oder Röstzwiebeln gefüllt und in einer Tomatensauce geschmort, aber auch ein ganzes gefülltes Hähnchen kann in einen Koofteh Tabrizi eingepackt werden.